# Kamila Bujalska
Kamila Bujalska-Soin (ur. 1990 w Warszawie) – polska aktorka.

## Życiorys
Jest absolwentką szkoły aktorskiej The Lee Strasberg Theatre&Film Institute.
W latach 2019–2020 wcielała się w rolę pielęgniarki Kaśki w serialu TVP2 pt. Echo serca, zaś w latach 2021–2022 grała Basię Borkowską w serialu Stulecie Winnych.

## Filmografia
| Rok       | Tytuł                           | Rola                            | Uwagi                                  |
| --------- | ------------------------------- | ------------------------------- | -------------------------------------- |
| 2014      | Na Wspólnej                     | prawniczka                      | odc. 2766-2767, 2772, 2776, 2779, 2787 |
| 2014      | Na sygnale                      | dziewczyna                      | odc. 8                                 |
| 2014      | Na dobre i na złe               | Ada                             | odc. 579                               |
| 2015      | Klub włóczykijów                | Joanna                          |                                        |
| 2016      | Bodo                            | girlsa                          | odc. 1                                 |
| 2017      | O mnie się nie martw            | Julia Lenart                    | odc. 76                                |
| 2017      | Druga szansa                    | Anka                            | sezon III                              |
| 2019      | Władcy przygód. Stąd do Oblivio | Viola Lewandowska, siostra Izki |                                        |
| 2019      | Ślad                            | Olga Gromada, żona Dawida       | odc. 51                                |
| 2019–2020 | Echo serca                      | pielęgniarka Kaśka              |                                        |
| 2020      | Leśniczówka                     | sąsiadka Ewy                    | odc. 298, 303, 306                     |
| 2021–2022 | Stulecie Winnych                | Basia Borkowska, córka Mani     |                                        |
| 2021      | Ojciec Mateusz                  | Laura Kasprzak, siostra Maksa   | odc. 337                               |
| 2022      | Behawiorysta                    | nauczycielka Gosia              | odc. 1, 3                              |
| 2022      | Wygrać marzenia                 | Ewelina, żona Janka             |                                        |
| 2024      | Matki pingwinów                 | Iwona Gwizdała                  |                                        |